# Ernst Heinrich Kossmann
Ernst Heinrich Kossmann (Leiden, 31 januari 1922 - Groningen, 8 november 2003) was een Nederlands hoogleraar geschiedenis na de Middeleeuwen aan de Rijksuniversiteit Groningen.
Kossmann was de zoon van de geleerde bibliothecaris van de Gemeentebibliotheek te Rotterdam, dr. F.K.H. Kossmann. Hij doorliep het Erasmiaans Gymnasium. Toen hij eindexamen had gedaan, was inmiddels de Tweede Wereldoorlog uitgebroken. Aangezien de universiteiten alras sloten, besloot Kossmann een akte te halen om Nederlands te kunnen doceren. Deze opleiding zou hij niet afmaken. Door de Duitse bezetter werd hij, als zoon van een welgestelde Nederlander, eerst opgepakt en naar het kamp Vught gebracht. Later werd hij tewerkgesteld in Duitsland.
Na de oorlog studeerde hij geschiedenis aan de Rijksuniversiteit Leiden. Daar promoveerde hij in 1953 op La Fronde, een Franse opstand uit de zeventiende eeuw, die zich met name richtte tegen Mazarin. Vervolgens was hij enkele jaren hoogleraar Nederlandse Geschiedenis in Londen, alvorens de leerstoel in Groningen te aanvaarden (1965).
Naast zijn hoogleraarschap en zijn vele publicaties, met name over politieke theorie, is het grote werk De Lage Landen 1780-1940 (1976), over de geschiedenis van Nederland en België in onderling verband, het hoogtepunt uit zijn oeuvre; Kossmann schreef dat in het Engels en vertaalde het daarna in het Nederlands. In 1986 verscheen een nieuwe uitgave van dit werk in twee delen met nieuw toegevoegde hoofdstukken over de veertig jaar van 1940 tot 1980. De titel van het boek werd dan ook aangepast: De Lage Landen 1780-1980. Twee eeuwen Nederland en België. Hij wilde in dit werk geen specifieke these bewijzen, maar verwoordde vanuit een grote eruditie hoofdstuk na hoofdstuk originele visies op een reeks van problemen. De manier waarop de belangrijkste politieke en sociale ideeën uit de Nederlandse en Belgische geschiedenis werden gevoegd in het kader van de toenmalige samenleving was een van de meest verrassende aspecten van dit boek. De economische en sociale ontwikkelingen worden wel in de beschouwing betrokken, maar zijn benadering is toch in zijn geheel ideeënhistorisch te noemen. Dat hij aan deze aanpak een nieuw, stimulerend effect wist mee te geven, hing zonder twijfel samen met een door hem bewust ingebrachte vergelijking tussen Nederland en België. Zijn synthese is niet alleen comparatief in de zin dat de twee landen voortdurend met elkaar vergeleken worden, maar ook in die zin dat allerlei ontwikkelingen in deze twee landen binnen het kader van de Europese geschiedenis geplaatst worden. Na het wegvallen van het oude, verzuilde kader in de geschiedschrijving over Nederland was en is er grote behoefte aan zulk een internationalisering.
Anders dan veel politieke theoretici had Kossmann geen directe filosofische achtergrond. Daardoor vond hij het erg belangrijk om weg te blijven van speculatie en al te abstracte theorie. Zijn voornaamste studiemateriaal, de Republiek der Nederlanden, bood hier ook een goede gelegenheid voor. Doordat de Republiek zo'n uniek staatsstelsel kende, dat met geen enkele andere staat in die tijd viel te vergelijken, was het alleen mogelijk de staat van een adequate theoretische rechtvaardiging te voorzien als men de relevante politieke feiten onbevooroordeeld onder ogen zag. In andere Europese landen was het conflict tussen politieke realiteit en politieke theorie nooit zo groot als in de Republiek en miste zij dan ook de urgentie die zij in de Republiek wel had.
In 1980 hield Ernst Kossmann in Leiden de Huizingalezing onder de titel: 'Over conservatisme'. In 1981 ontving hij de Joost van den Vondelprijs, een cultuurprijs van de Alfred Toepfer Stiftung, en in 1982 een eredoctoraat van de Katholieke Universiteit Leuven. In 1989 ontving Kossmann voor zijn gehele wetenschappelijke oeuvre de Prijs voor Meesterschap van de Maatschappij der Nederlandse Letterkunde. Hij was een van de leden van de onderzoekscommissie verantwoordelijk gesteld voor het veertiende en laatste deel, 'Reacties', van Loe de Jongs Het Koninkrijk der Nederlanden in de Tweede Wereldoorlog.
E.H. Kossmann was de tweelingbroer van de schrijver Alfred Kossmann.

## Publicaties (boeken)
- 1954 La Fronde. Academisch proefschrift Rijksuniversiteit te Leiden (Leiden).
- 1960 Politieke theorie in het zeventiende-eeuwse Nederland. Verhandelingen der Koninklijke Nederlandse Akademie van Wetenschappen, Afdeling Letterkunde, Nieuwe Reeks, LXVII, nr. 2 (Amsterdam: KNAW).
- 1973 (met A.F. Mellink) Texts concerning the Revolt of the Netherlands (Cambridge: Cambridge University Press).
- 1976 De Lage Landen 1780-1940. Anderhalve eeuw Nederland en België (Amsterdam/Brussel: Elsevier).
- 1978 The Low Countries, 1780-1940 (Oxford: Oxford University Press).
- 1985 De functie van een alphafaculteit in onze maatschappij (met illustraties van Barbara van Kesteren) (Groningen).
- 1986 De Lage Landen 1780-1980. Twee eeuwen Nederland en België (2 delen. Amsterdam/Brussel: Elsevier).
- 1987 Politieke theorie en geschiedenis. Verspreide opstellen en voordrachten (eerste en tweede druk. Amsterdam: Uitgeverij Bert Bakker).
- 1987 (met J.A. Kossmann-Putto) De Lage Landen. Geschiedenis van de Noordelijke en Zuidelijke Nederlanden (Rekkem).
- 1994 Een tuchteloos probleem. De natie in de Nederlanden (Leuven).
- 1995 Vergankelijkheid en continuïteit. Opstellen over geschiedenis (Amsterdam: Uitgeverij Bert Bakker).
- 1998 Familiearchief. Notities over voorouders, tijdgenoten en mijzelf (Amsterdam: Uitgeverij Bert Bakker).
- 2000 Political Thought in the Dutch Republic. Three studies. Verhandelingen der Koninklijke Nederlandse Akademie van Wetenschappen, Afd. Letterkunde, Nieuwe Reeks, deel 179 (Amsterdam: KNAW).
- 2003 Théorie politique et Histoire. Textes édités et présentés par Catherine Secretan (Vivarium, Bibliotheca Europea, deel 31. Napels).
- 2005 Geschiedenis is als een olifant. Een keuze uit het werk van E.H. Kossmann (samengesteld en ingeleid door Frank Ankersmit en Wessel Krul) (Amsterdam: Uitgeverij Bert Bakker).
- 2007 Naoogst. Opstellen en voordrachten over geschiedenis (Amsterdam: Uitgeverij Bert Bakker).